# Чайна-Гроув (Північна Кароліна)
Чайна-Гроув (англ. China Grove) — місто (англ. town) в США, в окрузі Ровен штату Північна Кароліна. Населення — 4434 особи (2020).

## Географія
Чайна-Гроув розташована за координатами 35°34′15″ пн. ш. 80°34′43″ зх. д. / 35.57083° пн. ш. 80.57861° зх. д. (35.570715, -80.578621).  За даними Бюро перепису населення США в 2010 році місто мало площу 5,50 км², уся площа — суходіл. В 2017 році площа становила 9,08 км², уся площа — суходіл.

## Демографія
Згідно з переписом 2010 року, у місті мешкали 3563 особи в 1392 домогосподарствах у складі 976 родин. Густота населення становила 648 осіб/км².  Було 1564 помешкання (284/км²).
Расовий склад населення:
| - 81,4 % — білих - 7,4 % — чорних або афроамериканців - 2,2 % — азіатів - 0,6 % — корінних американців - 6,8 % — осіб інших рас |

До двох чи більше рас належало 1,5 %. Частка іспаномовних становила 9,9 % від усіх жителів.
За віковим діапазоном населення розподілялося таким чином: 23,6 % — особи молодші 18 років, 64,0 % — особи у віці 18—64 років, 12,4 % — особи у віці 65 років та старші. Медіана віку мешканця становила 37,9 року. На 100 осіб жіночої статі у місті припадало 96,6 чоловіків;  на 100 жінок у віці від 18 років та старших — 95,2 чоловіків також старших 18 років.
Середній дохід на одне домашнє господарство  становив 54 915 доларів США (медіана — 40 772), а середній дохід на одну сім'ю — 61 064 долари (медіана — 41 894). Медіана доходів становила 41 332 долари для чоловіків та 27 301 долар для жінок. За межею бідності перебувало 28,4 % осіб, у тому числі 45,4 % дітей у віці до 18 років та 14,9 % осіб у віці 65 років та старших.
Цивільне працевлаштоване населення становило 1654 особи. Основні галузі зайнятості: освіта, охорона здоров'я та соціальна допомога — 21,6 %, виробництво — 16,2 %, науковці, спеціалісти, менеджери — 14,2 %, будівництво — 14,1 %.